# TFC/Three Musketeers
TFC / Three Musketeers is een zaalvoetbalclub in Twente. Door de verhuizing van de eerstedivisieclub Snetselaar van Hilversum naar Hengelo is in 2005 de futsalvereniging TFC ontstaan. TFC is de afkorting van Twentse Futsal Club.
Het eerste seizoen in de eerste divisie (2005-2006) eindigde de club op de zesde plaats. Het tweede seizoen werd de play-offs behaald, waarna de promotie naar de eredivisie werd gemist door verlies in de dubbele ontmoeting met Dynamo Lelystad.
TFC / Three Musketeers speelt de thuiswedstrijden in Hengelo. Alle teams spelen hun wedstrijden,op de maandagavond in sporthal Slangenbeek.
Inmiddels spelen er 8 teams bij TFC/Three Musketeers.
De vereniging probeert topzaalvoetbal te combineren met sportiviteit. Spelers worden niet alleen geselecteerd op voetbaltechnische kwaliteiten maar ook op correct gedrag. Hierdoor is de naam van TFC zowel in de regio als landelijk zeer goed.
TFC/Three Musketeers werkt ook samen met het ROC van Twente en verleent zijn medewerking aan het project "scoren in de wijk"